# Makiko Futaki
Makiko Futaki (jap. 二木 真希子, Futaki Makiko; * 19. Juni 1958 in der Präfektur Osaka; † 13. Mai 2016 in der Stadt Koganei in der Präfektur Tokio) war eine bedeutende japanische Animatorin und Grafikerin, die vor allem an zahlreichen Animes aus dem Studio Ghibli, aber auch Werken wie dem Science-Fiction-Animationsfilm Akira mitwirkte.

## Biografie
Makiki Futaki studierte Kunst an der Pädagogischen Hochschule Aichi und zeigte ihre ersten Cine-Calligraphy-Animationsfilme als Amateurin auf dem Private Animation Festival (PAF). Ihre professionelle Karriere begann sie als Zwischenzeichnerin (in-between animator) für Telecom Animation Film, eine Tochtergesellschaft von TMS Entertainment, mit einer Episode der Anime-Serie Lupin III. Bald danach machte sie sich selbstständig.
Beim Film Jarinko Chie arbeitete sie im Jahr 1981 erstmals mit Isao Takahata, dem späteren Mitgründer des Studios Ghibli, zusammen, und seit Nausicaä aus dem Tal der Winde 1984 war sie an allen Filmen von Hayao Miyazaki beteiligt, darunter Das Schloss im Himmel, Mein Nachbar Totoro, Prinzessin Mononoke, Das wandelnde Schloss und dem oscarprämierten Film Chihiros Reise ins Zauberland. Der letzte Film, der dort mit ihrer Beteiligung entstand, war Erinnerungen an Marnie aus dem Jahr 2015.
Bei zahlreichen Filmen als Schlüsselzeichnerin (key animator) eingesetzt, spielte sie eine bedeutende Rolle im Studio Ghibli. Hayao Miyazaki selbst bezeichnete sie als „ein wichtiges Mitglied unseres Animationsteams“. Ihre besondere Stärke lag in der detaillierten Darstellung der Tier- und Pflanzenwelt sowie filigraner Bewegungen (intricate and delicate motion).
Als frei schaffende Künstlerin arbeitete Makiko Futaki aber nicht ausschließlich für das Studio Ghibli, sondern beispielsweise auch an Wings of Honneamise aus dem Studio Gainax. Für den stilprägenden Anime-Film Akira war sie ebenfalls Schlüsselzeichnerin.
Daneben schrieb und illustrierte Makiko Futaki auch Kinderbücher, wobei ihr die Idee zu dem Buch The Tree in the Middle of the World (世界の真ん中の木, Sekai no mannaka no ki) von 1989 laut eigener Aussage beim Besuch des Yakushima-Nationalparks gekommen sei, wo sie für Mein Nachbar Totoro recherchierte.
Die Illustrationen für die Moribito-Romane von Nahoko Uehashi stammen ebenfalls von ihr.
Makiko Futaki starb im Mai 2016 im Alter von 57 Jahren in einem Krankenhaus in Tokio.

## Filmografie (Auswahl)
- Space Adventure Cobra (1982)
- Nausicaä aus dem Tal der Winde (1984)
- Sherlock Hound (3 Episoden, 1984/85)
- Kenji Miyazawa’s Night on the Galactic Express (1985)
- Here Come the Littles (1985) – Schlüsselzeichnerin[10]
- Tenshi no Tamago (1985)
- Das Schloss im Himmel (1986)
- Maison Ikkoku (1 Episode, 1987)
- Wings of Honneamise (1987)
- Mein Nachbar Totoro (1988)
- Akira (1988) – Schlüsselzeichnerin
- Kikis kleiner Lieferservice (1989) – Schlüsselzeichnerin
- Like the Clouds, Like the Wind (1990)
- Tränen der Erinnerung – Only Yesterday (1991)
- Porco Rosso (1992)
- Pom Poko (1994)
- Stimme des Herzens – Whisper of the heart (1995) – Schlüsselzeichnerin
- Prinzessin Mononoke (1997) – Schlüsselzeichnerin
- Meine Nachbarn die Yamadas (1999)
- Chihiros Reise ins Zauberland (2001)
- Das wandelnde Schloss (2004) – Schlüsselzeichnerin
- Die Chroniken von Erdsee (2006) – Assistant Animation Director[11]
- Ponyo – Das große Abenteuer am Meer (2008) – Schlüsselzeichnerin
- Arrietty – Die wundersame Welt der Borger (2010) – Schlüsselzeichnerin
- Der Mohnblumenberg (2011) – Schlüsselzeichnerin
- Wie der Wind sich hebt (2013) – Schlüsselzeichnerin
- Erinnerungen an Marnie (2015) – Schlüsselzeichnerin

## Veröffentlichungen
- 世界の真ん中の木 (Sekai no mannaka no ki). Tokuma Shoten, Tokio 1989, ISBN 978-4-196-69622-3.
- 小さなピスケのはじめてのたび (Chiisana Pisuke no hajimete no tabi). Poplar, Tokio 1993, ISBN 978-4-591-04183-3.[12]
- 小さなピスケのはじめてのともだち (Chiisana Pisuke no hajimete no tomodachi). Poplar, Tokio 1998, ISBN 978-4-591-05566-3.[13]